# Metallochlora grisea
Metallochlora grisea är en fjärilsart som beskrevs av Louis Beethoven Prout 1915. Metallochlora grisea ingår i släktet Metallochlora och familjen mätare. Inga underarter finns listade i Catalogue of Life.